# Allen West (tenista)
Allen Tarwater West (Mobile, 2 de agosto de 1872–31 de agosto de 1952) fue un jugador de tenis estadounidense que compitió en los Juegos Olímpicos de 1904 en San Luis.
West ganó la medalla de bronce olímpica en tenis en los Juegos Olímpicos de 1904 en San Luis (Misuri). Se quedó en tercer lugar en el torneo de dobles junto con Joseph Wear. En las semifinales perdieron contra los ganadores de la medalla de plata Robert LeRoy y Alphonzo Edward Bell, el resultado fue 6-2, 1-6, 2-6.